# Es mi hombre
Es mi hombre es una obra de teatro en tres actos de Carlos Arniches, estrenada en el Teatro de la Comedia de Madrid el 22 de diciembre de 1921.

## Argumento
Don Antonio se ve acuciado por la miseria y las deudas. Ante la necesidad de cuidar y mantener a su hija Leonor se ve abocado a probar los más inopinados trabajos, que sin embargo, no le duran... Hasta que, a propuesta de su amigo Mariano, consigue colocarse de vigilante en un casino, frecuentado por malhechores. Antonio termina fortuitamente atemorizando a los hampones y recibe por ello un pequeño capital, que finalmente deberá ser defendido por la propia hija.

## Representaciones destacadas
- Teatro (Estreno, 1921). Intérpretes: Valeriano León, Aurora Redondo, Carmen Andrés.
- Cine (España, 1927). Dirección: Carlos Fernández Cuenca. Intérpretes: Manuel Montenegro, Carmen Redondo.
- Cine (España, 1934). Dirección: Benito Perojo. Intérpretes: Valeriano León, Consuelo de Nieva.
- Cine (España, 1966). ¡Es mi hombre!. Dirección: Rafael Gil. Intérpretes: José Luis López Vázquez (Don Antonio), Soledad Miranda, Mercedes Vecino, Sancho Gracia, Rafael Alonso.
- Televisión (en el espacio La risa española, de TVE; 7 de marzo de 1969). Intérpretes: Juanito Navarro, Tina Sáinz, Juan Diego, María Luisa Ponte, Carmen Rossi.
- Televisión (en el espacio Estudio 1, de TVE; 27 de agosto de 1977). Intérpretes: Alfonso del Real, Inma de Santis, Estanis González, José María Guillén.
- Teatro (Teatro La Latina, Madrid; 1994). Intérpretes: José Sazatornil (Don Antonio), Beatriz Bergamín, Rafa Castejón, Marisol Ayuso.